# مايكل ووكر (فارس)
مايكل ووكر (بالإنجليزية: Michael Walker)‏ هو فارس نيوزيلندي، ولد في 1984.